# Holger Schönherr
Holger Schönherr (* 10. März 1969 in Berlin) ist ein deutscher physikalischer Chemiker und Hochschullehrer.

## Leben
Schönherr begann 1989 ein Studium der Chemie und Physik an der Johannes Gutenberg-Universität Mainz und setzte sein Studium eine Zeit lang an der kanadischen University of Toronto fort. An der Universität in Mainz erwarb er 1995 sein Diplom bei Helmut Ringsdorf. Im Jahre 1999 promovierte Schönherr bei Julius Vancso an der niederländischen Universität Twente. Nach einer Anstellung als Postdoc von 2000 bis 2001 unter Professor Curtis W. Frank an der Stanford University in Kalifornien (USA) war er von 2001 bis 2006 als Assistant Professor, von 2006 bis 2008 als Associate Professor an der Universität Twente beschäftigt.
An die Universität Siegen wurde Schönherr 2008 als ordentlicher Professor auf den Lehrstuhl für Physikalische Chemie berufen. Im Februar 2018 wurde Schönherr als Nachfolger von Ullrich Pietsch zum Dekan der Naturwissenschaftlich-Technischen Fakultät gewählt.

## Schaffen
Schönherrs Forschungsschwerpunkt sind die Polymerchemie und die Oberflächenchemie, wobei sich die Arbeiten auch hin zur Kombinatorischen Chemie und zur Molekularbiologie erstrecken. Im Jahre 2013 erhielt er den Forschungspreis der Naturwissenschaftlich-Technischen Fakultät.

## Publikationen
- From Functional Group Ensembles to Single Molecules: Scanning Force Microscopy of Supramolecular and Polymeric Systems, Dissertation, 1999.
- Als Hrsg. zus. m. Renate Förch u. A. Tobias A. Jenkins: Surface Design: Applications in Bioscience and Nanotechnology, Wiley, 2009. ISBN 978-3-527-40789-7.
- Scanning Force Microscopy of Polymers, zus. m. G. Julius Vancso, Springer, 2010. ISBN 978-3-662-51749-9.